# Monture Fujifilm X

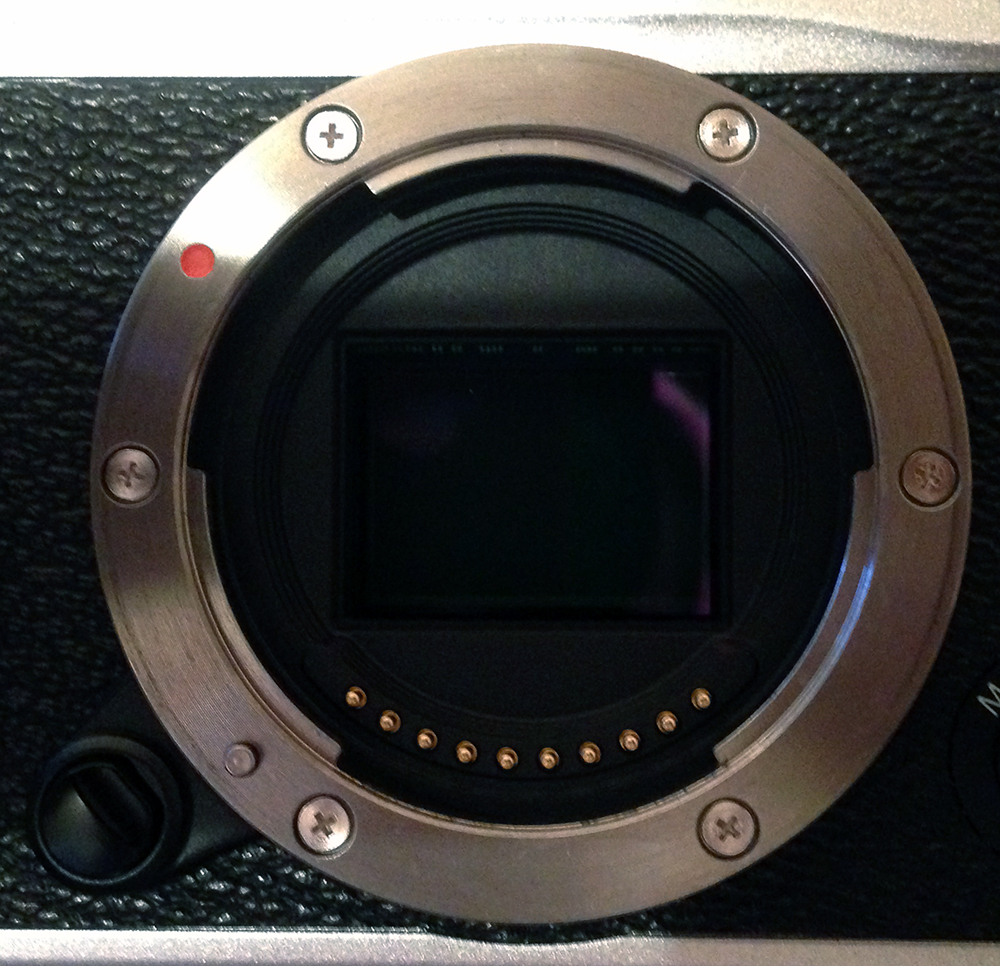
Monture X sur un appareil photo Fujifilm X-E1

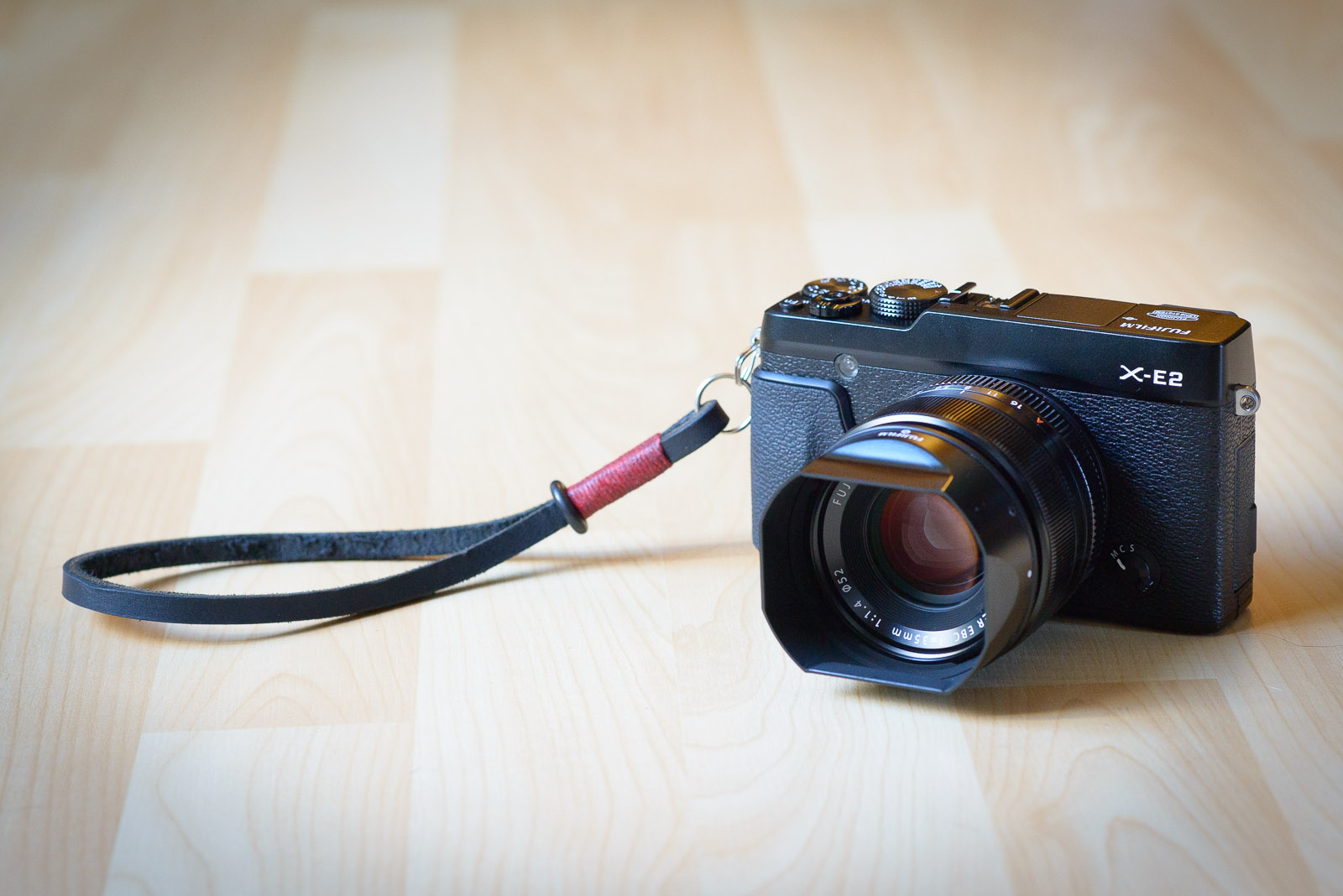
Fujifilm X-E2 avec un objectif Fujinon XF 35mm f/1.4

La monture Fujifilm X est une monture conçue par Fujifilm en 2011 pour les appareils photographiques numériques de la série X équipés d'objectifs interchangeables. Ces objectifs sont conçus pour des capteurs APS-C 23,6 mm × 15,6 mm. Il s'agit d'une monture à baïonnette dont le tirage mécanique est de 17,7 mm et le diamètre interne de 44 mm.
Au départ, trois fabricants d'objectifs utilisent cette monture avec contacts électriques et mise au point autofocus : Fujinon (Fujifilm, objectifs XF et XC), Carl Zeiss AG (objectifs Touit) et Shenzhen Jueying Technology (objectifs Viltrox).
En 2020, Fujifilm annonce l'ouverture de la monture X aux constructeurs tiers. Tokina, Sigma et Tamron ont commencé à proposer des objectifs de leurs gammes en version X.
De nombreux autres fabricants produisent des objectifs avec une monture X sans transmission électronique ni contacts électriques, avec mise au point manuelle. Il s'agit notamment de Samyang, Laowa, KamLan, Zhong Yi Optics, 7Artisans, Meike, Handevision, SLR Magic. 
Plusieurs fabricants proposent également des adaptateurs qui permettent le montage d'objectifs de marques et types divers comme les Leica M,,, mais aussi Canon, Nikon, Minolta, Contax/Yashica, Konica et M42. Pour ce type de montage, la mise au point est toujours manuelle et se fait diaphragme fermé à valeur réelle.

## Appareils Fujifilm à monture X
Fujifilm a produit les appareils suivants qui utilisent la monture X :
- Fujifilm X-A1
- Fujifilm X-A2
- Fujifilm X-A3
- Fujifilm X-A5

- Fujifilm X-A7
- Fujifilm X-A10
- Fujifilm X-A20
- Fujifilm X-E1
- Fujifilm X-E2
- Fujifilm X-E2S
- Fujifilm X-E3
- Fujifilm X-E4
- Fujifilm X-H1
- Fujifilm X-H2
- Fujifilm X-H2S
- Fujifilm X-M1
- Fujifilm X-M5
- Fujifilm X-Pro1
- Fujifilm X-Pro2
- Fujifilm X-Pro3
- Fujifilm X-S10
- Fujifilm X-S20
- Fujifilm X-T1
- Fujifilm X-T2
- Fujifilm X-T3
- Fujifilm X-T4
- Fujifilm X-T5
- Fujifilm X-T10
- Fujifilm X-T20
- Fujifilm X-T30
- Fujifilm X-T30 II
- Fujifilm X-T50
- Fujifilm X-T100
- Fujifilm X-T200

## Objectifs Fujinon XF et XC
Fujinon est la marque utilisée par Fujifilm pour la production d'objectifs.

### Focales fixes compactes
- Fujinon XF 8mm F3.5 R WR
- Fujinon XF 14mm F2.8 R
- Fujinon XF 16mm F2.8 R WR
- Fujinon XF 18mm F2.0 R
- Fujinon XF 23mm F2.0 R WR
- Fujinon XF 27mm F2.8
- Fujinon XF 27mm F2.8 R WR
- Fujinon XF 30mm F2.8 R LM WR Macro
- Fujinon XF 35mm F2.0 R WR
- Fujinon XF 50mm F2.0 R WR
- Fujinon XF 60mm F2.4 R Macro
- Fujinon XF 80mm F2.8 R LM OIS WR Macro

### Focales fixes à grande ouverture
- Fujinon XF 16mm F1.4 R WR
- Fujinon XF 18mm F1.4 R LM WR
- Fujinon XF 23mm F1.4 R
- Fujinon XF 23mm F1.4 R LM WR
- Fujinon XF 33mm F1.4 R LM WR
- Fujinon XF 35mm F1.4 R
- Fujinon XF 50mm F1.0 R WR
- Fujinon XF 56mm F1.2 R
- Fujinon XF 56mm F1.2 R WR
- Fujinon XF 56mm F1.2 R APD
- Fujinon XF 90mm F2.0 R LM WR
- Fujinon XF 200mm F2.0 R LM OIS WR

### Zooms XF
- Fujinon XF 10-24mm F4.0 R OIS
- Fujinon XF 10-24mm F4.0 R OIS WR
- Fujinon XF 16-50mm F2.8-4.8 R LM WR
- Fujinon XF 16-80mm F4.0 R OIS WR
- Fujinon XF 18-55mm F2.8-4.0 R LM OIS
- Fujinon XF 18-120mm F4.0 LM PZ WR
- Fujinon XF 18-135mm F3.5-5.6 R LM OIS WR
- Fujinon XF 55-200mm F3.5-4.8 R LM OIS
- Fujinon XF 70-300mm F4-5.6 R LM OIS WR

### Objectifs XF "Badge rouge"
- Fujinon XF 8-16mm F2.8 R LM WR
- Fujinon XF 16-55mm F2.8 R LM WR
- Fujinon XF 16-55mm F2.8 R LM WR II
- Fujinon XF 50-140mm F2.8 R LM OIS WR
- Fujinon XF 100-400mm F4.5-5.6 R LM OIS WR
- Fujinon XF 150-600mm F5.6-8 R LM OIS WR
- Fujinon XF 500mm F5.6 R LM OIS WR

### Téléconvertisseurs
- Fujinon XF 1.4X TC WR
- Fujinon XF 2X TC WR

### Objectifs XC
Ce sont des objectifs d'entrée de gamme, ils se différencient par une ouverture plus faible, un corps en plastique et l'absence d'une bague d'ouverture.
- Fujinon XC 35mm F2

- Fujinon XC 15-45mm F3.5-5.6 OIS PZ
- Fujinon XC 16-50mm F3.5-5.6 OIS
- Fujinon XC 16-50mm F3.5-5.6 OIS II
- Fujinon XC 50-230mm F4.5-6.7 OIS
- Fujinon XC 50-230mm F4.5-6.7 OIS II

### Zooms cinéma
Objectifs haut de gamme pour les tournages vidéos
- Fujinon MKX 18-55mm T2.9
- Fujinon MKX 50-135mm T2.9

### Abréviations utilisées sur les objectifs
- R : bague de réglage (électrique) de l'ouverture du diaphragme sur le corps de l'objectif
- LM : moteurs linéaires de mise au point, plus rapide et précis
- OIS : Optical Image Stabilisation, en français stabilisation optique de l'image
- WR : Weather Resistant, en français résistant aux intempéries : poussières, pluie
- APD : filtre d'apodisation, pour un flou d'arrière plan plus doux
- PZ : zoom motorisé